# Alice Wosikowski
Alice Wosikowski (* 18. Oktober 1886 in Danzig; † 4. Juli 1949 in Hamburg) war eine deutsche Politikerin (SPD/KPD) und Gegnerin des Nationalsozialismus. Sie war Mitglied der Hamburger Bürgerschaft.

## Leben
Alice Wosikowski, geborene Ludwig, war von Beruf Kindergärtnerin. Sie heiratete den Dreher Wilhelm Wosikowski, der 1914 im Ersten Weltkrieg fiel. Wilhelm Wosikowski wurde aufgrund seiner gewerkschaftlichen Tätigkeit 1911 gemaßregelt, was einem Berufsverbot in Danzig gleichkam, und daher siedelte die Familie 1911 nach Kiel über. Alice Wosikowski war von 1915 bis 1921 als Fürsorgerin beim Kieler Magistrat beschäftigt. Sie gehörte zu dieser Zeit der SPD an. Sie heiratete den Bruder ihres verstorbenen Mannes, übersiedelte 1921 mit ihren Kindern nach Hamburg und wurde Mitglied der KPD. Sie wirkte als Leiterin der Frauenabteilung in der KPD-Bezirksleitung Waterkant und war von 1927 bis 1933 Bürgerschaftsabgeordnete. Wosikowski setzte sich insbesondere für die Rechte der arbeitenden Frauen ein, vor allem der Arbeiterinnen der Fischindustrie.

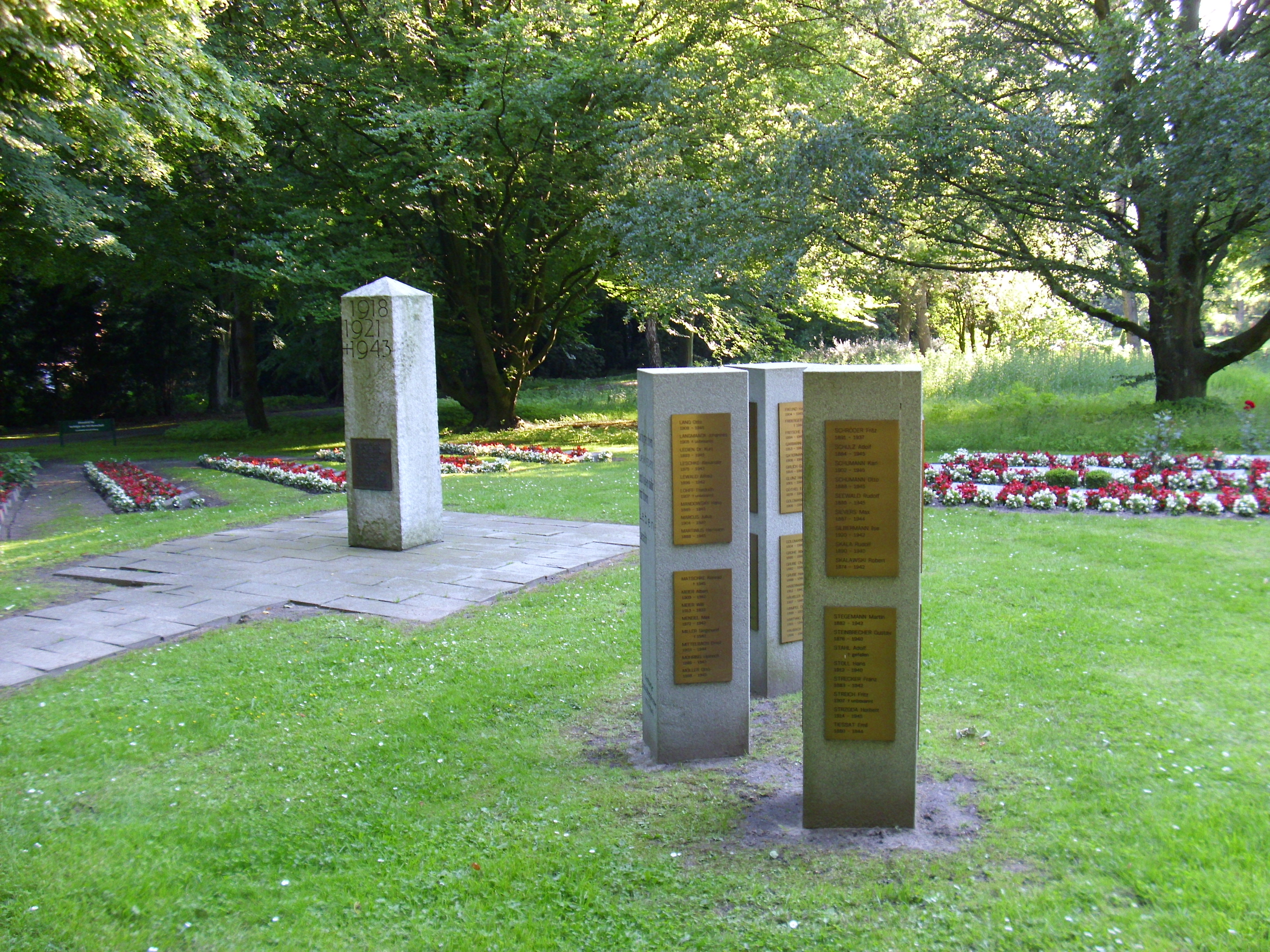
Ehrenfeld (Hintergrund links) ganz hinten jenseits des Weges je 1 Kissenstein Wosikowski auf dem Friedhof Ohlsdorf

Als Gegnerin der Nationalsozialisten war sie verschiedenen Repressalien ausgesetzt: 1933 und 1936/37 wurde sie in Schutzhaft genommen und war im KZ Moringen interniert. Von 1939 bis 1941 wurde sie im KZ Ravensbrück gefangen gehalten.
Die nächsten Jahre arbeitete sie als Buchhalterin in einem Textilunternehmen, bevor sie nach Ende des Krieges den Posten der stellvertretenden Verlagsleiterin der Hamburger Volkszeitung annahm. Sie wurde im April 1949 zur Vorsitzenden der Fachgruppe Zeitung der Deutschen Angestellten-Gewerkschaft gewählt. Ihrem Antrag auf Haftentschädigung wurde nicht stattgegeben.
Auf dem Ohlsdorfer Friedhof befindet sich im Ehrenfeld der Geschwister-Scholl-Stiftung ein gemeinsamer Kissenstein für Alice Wosikowski und ihre Tochter Irene Wosikowski im Planquadrat Bn 73 Nr. 93.
Ihre Tochter Irene Wosikowski (1910–1944) war Mitglied der Résistance in Frankreich und wurde in Plötzensee am 27. Oktober 1944 von den Nazis hingerichtet.